# 土星衝日
土星衝日是指土星、地球和太阳几乎排列成一线，地球位于太阳与土星之间。此时土星被太阳照亮的一面完全朝向地球，所以明亮而易于观察。土星相邻两次衝日的时间间隔约为378天。